# (487) Venetia
(487) Venetia ist ein Asteroid des Hauptgürtels. Er wurde am 9. Juli 1902 vom italienischen Astronomen Luigi Carnera in Heidelberg entdeckt.
Der Name des Asteroiden ist von der italienischen Region Venetien abgeleitet.